# Juan Domingo de Monteverde
Juan Domingo de Monteverde y Rivas (San Cristóbal de La Laguna, 2 aprile 1773 – San Fernando, 19 settembre 1832) è stato un generale spagnolo, governatore e capitano generale del Venezuela dal giugno del 1812 all'8 agosto 1813.
Monteverde era a capo delle forze spagnole durante le guerre d'indipendenza ispanoamericana dal 1812 al 1813. Guidò la campagna militare che termino con la caduta della Prima Repubblica del Venezuela nel 1812. L'anno dopo, nel 1813, Monteverde fu sconfitto da Simón Bolívar nel corso della Campaña Admirable.

## Primi anni e campagne in Venezuela
Monteverde nacque sulle isole Canarie, nella cittadina di San Cristóbal de la Laguna, il 2 aprile 1773. Dopo essersi guadagnato un certo prestigio ed il grado di capitano di fregata, fu mandato in Venezuela da Porto Rico. Giunse a Coro all'inizio di marzo del 1812 assieme ad altri marinai spagnoli. Gli fu ordinato dal governatore di Coro di radunare un gruppo di 1550 uomini ed aiutare la piccola cittadina di Siquisique, che secondo le notizie portate da Andrés Torellas voleva abbandonare la Repubblica. Come affermò uno storico del XIX secolo, "con spagnoli e residenti di Coro, un sacerdote chiamato Torellas, un chirurgo, diecimila cartucce, un obice e dieci mezzi quintali di cibo", gli uomini di Monteverde non erano pronti a sostenere una campagna militare. La scarsità di risorse è comprensibile, considerando come gli spagnoli implicati nella guerra d'indipendenza spagnola contro le forze napoleoniche, e che avevano passato il decennio precedente combattendo a fianco della Francia. Non erano disponibili risorse da mandare nel Nuovo Mondo, e la Spagna chiedeva invece donazioni e tasse alle colonie delle Americhe.
C'era però un fattore cruciale che aiutava la causa di Monteverde e dei fedeli al re: l'insoddisfazione sociale del popolo nei riguardi dei nuovi governanti. Questa mancanza di supporto nei confronti dei repubblicani costrinse in seguito Bolívar ad emettere il "Decreto de Guerra a Muerte" nel corso della sua campagna. Dopo una marcia durata sette giorni occupò la città il 17 marzo, dopodiché fu facile per Monteverde reclutare nuovi soldati tra la popolazione locale. Con una forza in crescita, decise di proseguire la marcia in territorio repubblicano, nonostante non avesse l'autorizzazione per farlo. La sua avanzata trionfale fu supportata dal popolo che vedeva i mantuano (aristocratici) repubblicani come nemici. Creò una forza militare integrata di pardo, zambo, abitanti delle Canarie ed altri appartenenti alle classi sociali più basse. Anche esponenti dei ceti medio-alti si unirono alla causa.
Molti capi cittadini aprirono le porte delle loro città all'esercito, e molti mantuanos (tra cui il marchese di Casa Leon) divennero collaboratori. Il movimento fu rafforzato dal terremoto del 26 marzo 1812, e dalla caduta il 30 giugno di Puerto Cabello, comandato allora dal colonnello Simón Bolívar, in mano di prigionieri fedeli al re che riuscirono a conquistare Forte San Felipe. L'avanguardia di Monteverde, guidata da Francisco Marmól, entrò a Barquisimeto il 2 aprile dopo la vittoria del 31 marzo. Alla fine ebbe a disposizione un esercito sufficientemente grande da marciare su Valencia, fonte di una rivolta realista l'anno precedente. Dopo aver vinto una battaglia contro le truppe repubblicane, difendendo la città il 3 maggio, fu accolto dalla cittadinanza. L'obbiettivo successivo era Caracas. A giugno, Monteverde giunse in prossimità di La Victoria e San Mateo, obbligando il Generalissimo Francisco de Miranda a ritirarsi. L'avanzata di Monteverde culminò in una capitolazione decisa tra Miranda e Monteverde il 25 luglio 1812, dopo la battaglia di San Mateo. Miranda non firmò mai la versione definitiva, ma questa fu approvata dai suoi rappresentanti durante i negoziati.
Dopo la caduta della prima repubblica, Miranda fu imprigionato e spedito prima a Porto Rico e poi a Cadice. La maggior parte dei patrioti ufficiali scelse di andare in esilio, opzione offerta loro dopo la capitolazione. Nel 1813 Santiago Mariño decise di invadere il Venezuela da est, conquistando il porto di Güiria, protetto da pochi uomini, e la piazza di Maturín, che Monteverde non riuscì a riconquistare nonostante i tentativi. Bolívar diede il via alla propria Campaña Admirable, penetrando attraverso le Ande. Spaventato dalla presenza di Bolívar nei pressi di Los llanos, Monteverde fece confluire il gruppo principale dei suoi uomini a Valencia, posto sito in pianura alla confluenza dei tratti che portavano a Barinas, alle Ande ed a Maracaibo. Il suo fianco destro era arroccato nel castello di Puerto Cabello, e la coda era supportata a Maracay ed a La Victoria. Lo stanziamento delle forze di Monteverde era paragonabile a quello di Miranda nel 1812. Monteverde aveva perso gran parte del supporto popolare che era riuscito a conquistarsi l'anno precedente: il popolo lo abbandonò di fronte all'avanzata di Mariño a Maturín e di Bolívar a Valencia, perché Monteverde non aveva rispettato le promesse fatte nel 1813.
Monteverde fu ferito in battaglia durante Las Trincheras il 3 ottobre 1813, e verso la fine dello stesso anno fu deposto dai suoi ufficiali a Puerto Cabello. Il maresciallo di campo Juan Manuel Cajigal, capo di José Tomás Boves, assunse la carica della Capitaneria Generale del Venezuela. Monteverde si spostò a Porto Rico e nel 1816 tornò in Spagna. Monteverde morì il 19 settembre 1832 col grado di brigadiere.

## Principali battaglie combattute in Venezuela
- Assedio di Puerto Cabello (luglio 1812) (vittoria)
- Battaglia di San Mateo (25 luglio 1812) (vittoria)
- Battaglia di Araure (5 dicembre 1813) (sconfitta)
- Battaglia di Alto de los Godos (25 maggio 1813) (sconfitta)